# Dacus humeralis
Dacus humeralis är en tvåvingeart som först beskrevs av Mario Bezzi 1915.  Dacus humeralis ingår i släktet Dacus och familjen borrflugor. Inga underarter finns listade i Catalogue of Life.